# بندا ۷۳۴

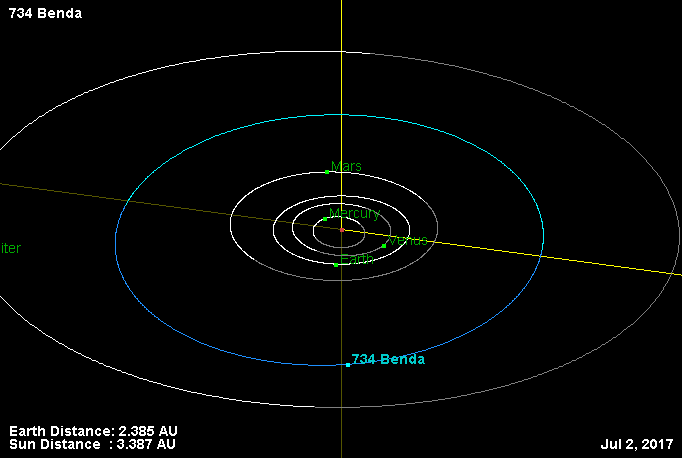
نمایی از محل قرارگیری سیارک ۷۳۴ در مدار – ۲۰۱۷

سیارک ۷۳۴ (به انگلیسی: 734 Benda، نامگذاری:1912PH) هفتصد و سی و چهارمین سیارک کشف شده‌است که در ۱۱ اکتبر ۱۹۱۲ و در وین کشف شد.
قدر مطلق سیارک برابر ۹٫۷۰ است.